# Första kolerapandemin
Den första kolerapandemin, också känd som den första asiatiska kolerapandemin eller den asiatiska koleran var en pandemi av kolera som ägde rum mellan år 1817 till 1824. Pandemin började kring staden Calcutta i Indien och spred sig därifrån genom Sydvästasien till Kina och genom Mellanöstern till östra Afrika och Medelhavsområdet. Den förorsakade hundratusentals människors död. Den är känd som den första av flera kolerapandemier som ägde rum i Asien och Europa under 1800- och 1900-talet. Den följdes av den andra kolerapandemin.

## Historik
Den epidemiska koleran (Cholera epidemica, Ch. asiatica, Ch. indica, Ch. orientalis eller endast Ch. morbus) är sedan urminnes tider känd i Indien, där den har sin stamort kring mynningarna av floderna Ganges och Brahmaputra. Koleran kom till Europa först i början av 1800-talet.
I mitten av 1700-talet förekom stora koleraepidemier i Indien, såsom i Pondichéri 1768. År 1817 fick koleran världshistorisk betydelse och de därpå följande åren, då den efter att ha utbrett sig över hela Indien och Kina, så småningom vände sig även mot väster och trängde fram till Europas gränser. Längre än till Astrahan, där sjukdomsfall uppträdde i september 1823, kom emellertid koleran inte den gången.